# Uscita di sicurezza

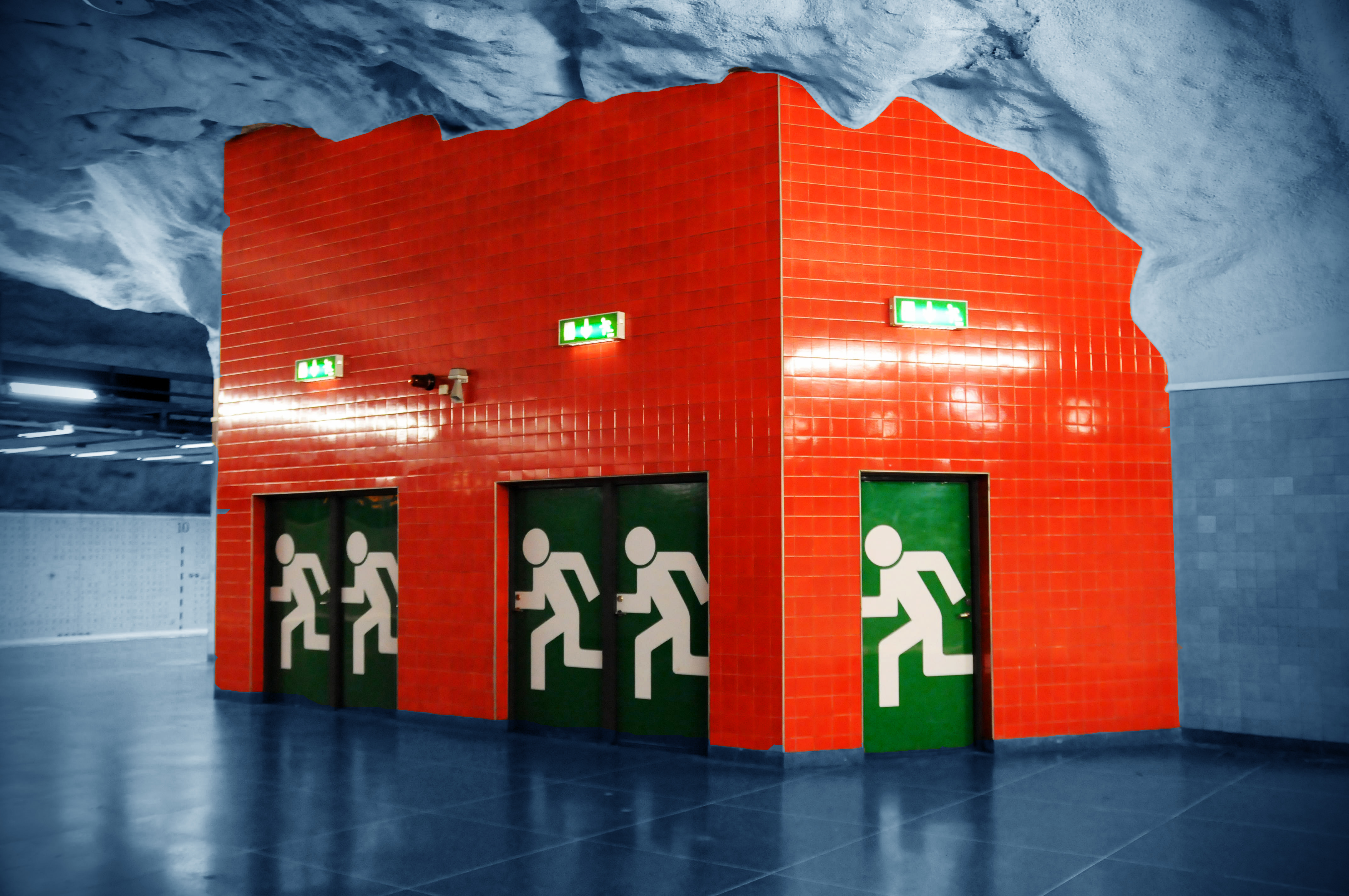
Uscite di sicurezza all'interno della Universitetet

Una uscita di sicurezza è una particolare via di uscita da un edificio da utilizzare in caso di emergenza, ad esempio in presenza di un incendio.

## Storia
Le uscite di sicurezza vennero introdotte in seguito al Disastro del Victoria Hall del 1883.

## In Italia
Nel diritto italiano, in base all'Allegato IV del Decreto legislativo 9 aprile 2008, n. 81, i luoghi di lavoro devono prevedere un numero di uscite di emergenza adeguato alla dimensione e al numero massimo di persone che possono essere presenti all'interno dell'edificio ed essere indicate tramite apposita segnaletica di sicurezza. Oltre a dover rimanere sgombre e non essere chiuse a chiave, le uscite di sicurezza devono possedere un'altezza di almeno 2 metri ed essere facilmente apribili verso l'esterno.

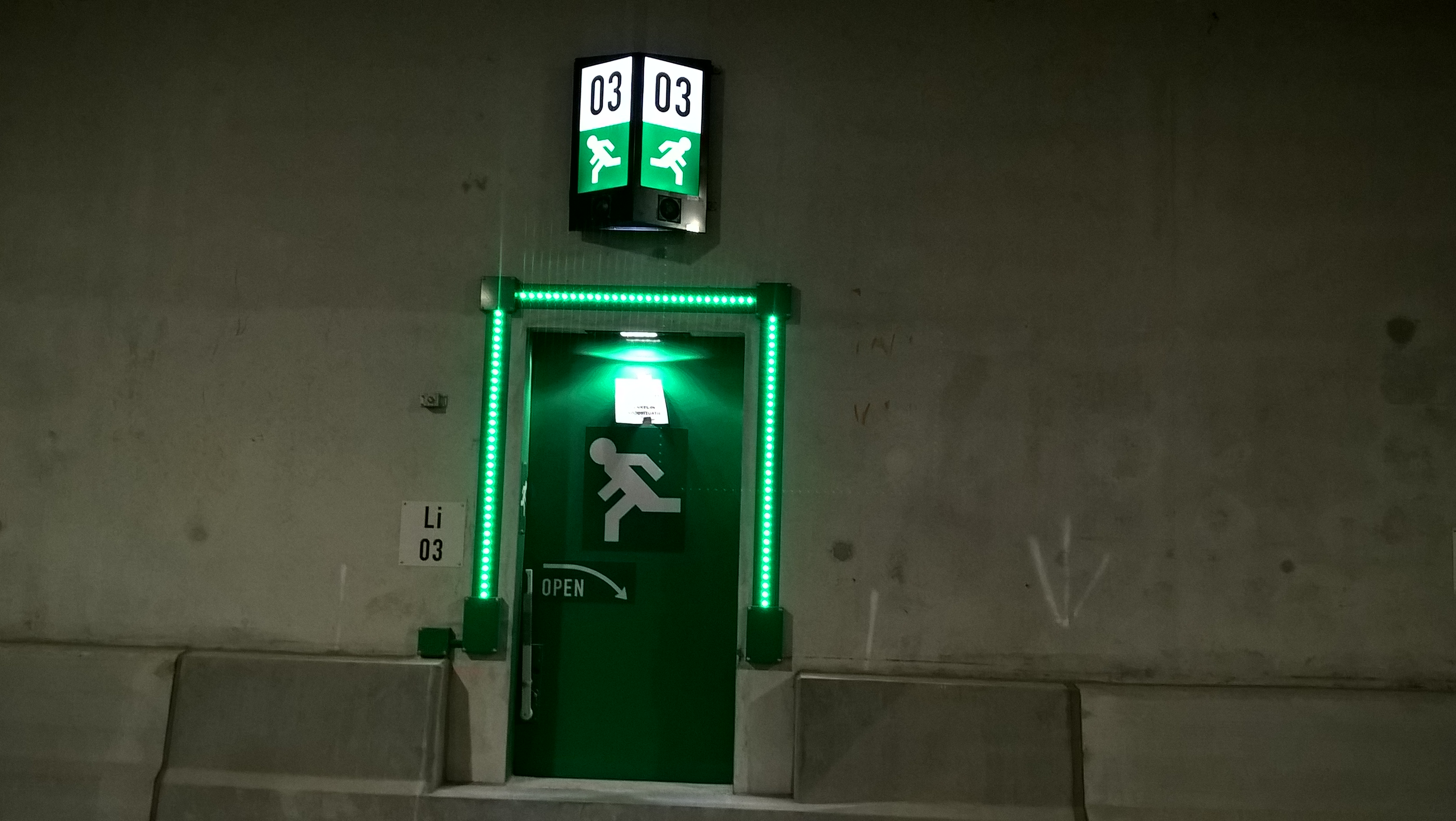
Uscita di sicurezza

Le porte utilizzate come uscita di sicurezza sono dotate di maniglie a leva o maniglione antipanico e in alcuni casi presentano un dispositivo di allarme, soprattutto nel caso siano utilizzate solamente in caso di emergenza. Il Decreto Ministeriale 3 novembre 2004 è relativo ai dispositivi per l'apertura delle porte installate lungo le vie di esodo.